# Ismaïl I
|  | Per a altres significats, vegeu «Ismaïl I (nassarita)». |

Abu-l-Mudhàffar Ismaïl, Ismaïl-Xah o Ismaïl I (17 de juliol de 1487 -23 de maig de 1524) fou el primer xa safàvida de Pèrsia (1501 -1524) i fundador efectiu de la dinastia.

## Primers anys
El seu pare Shaykh Haydar va trencar en aquest temps amb els aq qoyunlu a causa del conflicte del Caucas, en el qual va morir i el va succeir el seu fill Ali Mirza. Quan era molt jove va ser agafat pels seus germans grans Ali i Ibrahim i tancat durant 4 anys i mig a la fortalesa d'Istakhr al Fars (març de 1489 a agost de 1493), i altres versions atribueixen el fet a l'emir aq qoyunlu Yakub que hauria tancat als tres germans (i a la mare) versió que sembla més probable.
L'emir Yakub va morir de manera estranya (d'una plaga o per verí) el 24 de desembre de 1490 i poques setmanes després el seu wakil era assassinat pels amirs; els caps tribals van escollir cadascun un candidat, de vegades menor d'edat. El fill de Yakub, Baysunkur Mirza de 8 anys fou entronitzat el 1491 sota tutela de Khalil Beg Mawsellu, però fou expulsat de Tabriz el maig de 1492 pel seu cosí Rustam ibn Maksud ibn Uzun Hasan que tenia el suport de les tribus pornaks i qadjars dirigides per Ibrahim ibn Dana Khalil Bayandur (conegut per Ayba Sultan), i va obtenir també el suport safàvida (va prometre a Ali Mirza el tron de Pèrsia per a després de la seva mort). Els partidaris de Baysunkur van provar de recuperar el poder però el jover príncep fou assassinat el 1493 després d'una decisiva victòria de Rustam (agost de 1493). Rustam que volia sumar voluntats havia permès als fills del Shayh Haydar Safawi retornar a Ardabil el 1492, i Ali, Ibrahim i Ismail foren alliberats després de la seva victòria (agost del 1493).
El 1494 Ayba Sultan va ordenar l'arrest dels tres germans perquè el moviment safàvida s'orientava clarament contra el poder; Rustam va ordenar detenir a Ali, que va fugir amb els seus germans cap a Ardabil. En el camí Ali va designar al seu germà Ismail com a successor i el va enviar a Ardabil i ell es va quedar enrere. Ali Mirza fou capturat a Shamasbi prop d'Ardabil i assassinat immediatament. Ismail, llavors amb 7 anys, va escapar cap a Lahidjan on el van poder amagar amb l'ajut del reietó local; en endavant, tot i la seva joventut, va mantenir contactes amb els caps de les seves milícies a Rum, Karadja Dagh, Azerbaidjan i altres llocs. Aquestes milícies eren els kizilbaxis i en majoria membres de tribus turcmanes, i Ismail s'hi podia dirigir a través de versos escrits en la seva pròpia llengua.
El 1497 Rustam fou enderrocat en un cop d'estat pel seu cosí Ahmad Gude (o Gövde) o Ahmad ibn Oghurlu Muhammad ibn Uzun Hasan que havia estat exiliat a territori otomà. Immediatament va imposar mesures centralitzadores que van provocar una revolta dels amirs dirigits per Ayba Sultan, i Ahmad fou derrotat i mort prop d'Esfahan el desembre del 1497. A partir d'aquí va començar una ràpida desintegració. Cap de les faccions aconseguí més d'un poder provincial pel seu pretendent i tres sultans regnaren al mateix temps: Alwand ibn Yusuf ibn uzun Hasan a occident (Azerbaidjan); el seu germà Muhammadi al Fars i Iraq Adjemí; i Kasim ibn Djahangir a Mardin al Diyar Bakr.

## Conquesta de Pèrsia
El 1499 Ismail el safàvida va sortir del seu amagatall a Lahidjan i va començar la lluita; 7000 sufís de les seves milícies es van reunir a Erzindjan i va fer una campanya al Xirvan on va venjar la mort del seu avi i del seu pare. El 1500 l'emir Muhammadi fou mort de manera violenta.
Un exèrcit aq qoyunlu dirigit per Alwand ibn Yusuf va ser derrotat a la decisiva batalla de Sharur, cosa que li va permetre establir el seu govern a l'Azerbaidjan quan només tenia 14 anys, sent coronat a Tabriz; l'estiu del 1503 va conquerir Iraq Adjemí, Fars i Kirman; el 1504 foren dominats Mazanderan, Yadz i Gurgan; entre 1505/1506 i 1507/1508 va ocupar el Diyar Bakr; i el 1508 Bagdad i l'Iraq Arabí. Els sobirans locals del Khuzestan, Luristan i Kurdistan van reconèixer la seva supremacia; el 1509/1510 es va sotmetre Xirvan i el 2 de desembre de 1510 va derrotar els uzbeks de Muhàmmad Xaibani a la gran batalla de Merv entrant pocs dies després a Herat dominant el Gran Khorasan. El 1511 va avançar des del Khorasan i va arribar a Samarcanda en ajut del timúrida Baber, que volia recuperar Transoxiana amb ajut dels perses; però Ismail també volia incorporar aquesta regió al seu imperi. El 1512 un poderós exèrcit uzbek va rebutjar a Ismail a l'altre costat de l'Oxus i va perdre tota la Transoxiana. Llavors es va establir una treva amb els uzbeks que va durar 8 anys.
Ismail va establir el xiisme com a religió oficial donant així un sentiment religiós al nacionalisme persa, que quedava diferenciat del sunnisme dels turcs otomans. El sultà Selim I va veure el perill i va envair els dominis safàvides el 1514 i va infligir a Ismail una derrota gravíssima a la batalla de Çaldiran, que va fer desaparèixer la seva fama d'invencible. Selim I va entrar a Esfahan, la capital safàvida, el 7 de setembre de 1514, però es va haver de retirar per un motí a les seves tropes; això va salvar a Ismail que es va poder recuperar. La seva dona favorita, presonera de Selim, i es va demanar un fort rescat que Ismail no va voler pagar.
Durant els deu següents anys, els darrers de la seva vida, ja no va dirigir més a les seves forces i va deixar progressivament el govern polític en mans dels seus visirs principalment Mirza Shah Husayn. Una de les possibilitats que va estudiar fou una aliança amb potències europees contra els otomans i el 1516 va rebre un emissari de Lluís II d'Hongria, el monjo maronita Pere; encara l'estiu del 1523 va rebre un ambaixador de l'emperador Carles V. Entre 1520 i 1524 es van reprendre els combats contra els uzbeks.

## Mort
Va morir probablement d'un atac de cor el 23 de maig de 1524 i fou enterrat al mausoleu familiar a Ardabil. Va deixar quatre fills, el successor Tahmasp I, Sam, Alqas Mirza i Bahram; i cinc filles.